# Iwanami Shoten

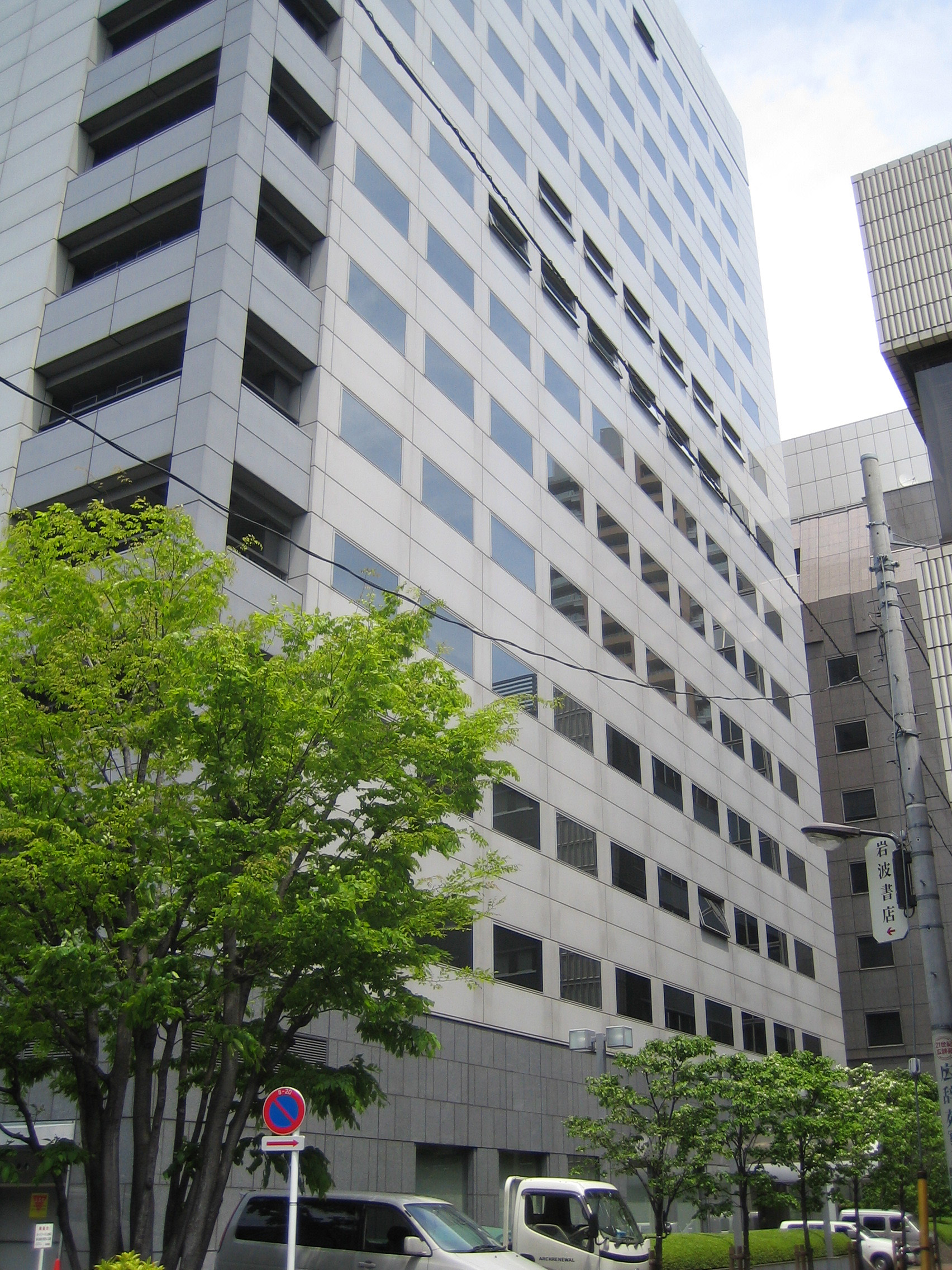
Iwanami Shotens huvudkvarter i Chiyoda, Tokyo.

Iwanami Shoten (japanska: 株式会社岩波書店,?, Kabushiki Gaisha Iwanami Shoten) är ett japanskt bok- och tidskriftsförlag med huvudkvarter i Tokyo.
Förlaget grundades 1913 av Shigeo Iwanami. Den första kommersiella framgången kom med Natsume Sosekis roman Kokoro året därpå. Förlaget ger ut Astrid Lindgrens böcker på japanska.